# 中村光一
中村 光一（なかむら こういち、1964年8月15日 - ）は、日本のゲームクリエイター、実業家。香川県出身。タレントの松本明子は従妹にあたる。

## 人物

### アマチュア時代
丸亀高校時代は数学同好会に所属していた。同会で『ギャラクシーウォーズ』をBASIC言語でタンディ社TRS-80に移植するなどしていた。
『I/O』誌で、芸夢狂人がNECのPC-8001に移植した『ギャラクシアン』等を遊ぶために新聞配達で貯めた金でPC-8001を購入し、以後はそのPC-8001でプログラム開発と投稿を行うようになる。『I/O』誌に機械語入力ツールを投稿し、1981年2月号に掲載されたのが投稿デビューで、これにより原稿料2万円を得る。
この経験から、今度は高校1年の春休みにアーケードゲーム『スペースパニック』の移植作『ALIEN PartII』が1981年5月号に掲載され、同作はカセットテープでも販売されたことで20万円の印税収入となった。続けて1982年1月号には『スクランブル』（権利関係から後に『アタッカー』に改題）も同様にカセットで販売されて印税100万円。
さらに『リバーパトロール』の移植作『リバーレスキュー』は『I/O』別冊『マイコンゲームの本4』に掲載され、高校時代にこれら『I/O』誌への投稿で、計200万円以上を稼いだ。『I/O』誌での活躍によって、当時のマイコン少年の間では知られた存在であった。
これらで得た投稿料、印税でPC-8801を購入、プロのゲームクリエイターになることを決意し、1982年の高校3年の時にエニックス主催の第1回ホビープログラムコンテストに向けて、初のオリジナルとなるゲーム『ドアドア』を製作して応募したところ、準優勝にあたる優秀プログラム賞に入選し、50万円の賞金を獲得した。

### チュンソフト時代
1983年、上京して電気通信大学短期大学部電子工学科に入学する。入選作『ドアドア』をパソコンの各機種に移植し、この印税収入で大学生にして1,000万円を超える年収を得ていた。その後、エニックスでの第2作となるパソコンゲーム『ニュートロン』をリリースし、大学2年の春休み中の1984年4月9日に友人らが株主となって、社員5人のチュンソフトを設立。調布市の賃貸マンションの1室で営業活動を開始した。
チュンソフトの第1作は1985年のPC-6001版『ドアドアmkII』。続けて、エニックスのファミリーコンピュータ（以下、ファミコン）参入に伴って、ファミコン版『ドアドア』でチュンソフトも家庭用ゲーム機のゲーム開発に参入した。パソコン版が8万本だったのに対して、ファミコン版は20万本のセールスを記録し、以後は家庭用ゲーム機に注力する。
続けて、同じくエニックスのプログラムコンテストの入賞者であった堀井雄二の『ポートピア連続殺人事件』のファミコン版の移植作業を行う。
この時期に、中村と堀井が『ウィザードリィ』『ウルティマ』といったコンピュータRPGに熱中したことから、ファミコンの本格的なRPG『ドラゴンクエスト』の開発を担当することになった。ドラゴンクエストシリーズは『ドラゴンクエストV』までの開発に携わるが、その後エニックス作品から離れる。
1992年、『弟切草』のディレクターを務め、自社ブランドデビュー。その後、『トルネコの大冒険 不思議のダンジョン』『かまいたちの夜』『風来のシレン』『街 〜運命の交差点〜』ではプロデューサーを勤め、特に『かまいたちの夜』はオリジナル版以外も含めると125万本を売り上げる。自身は会社経営のため、プログラマーからは退いており、2004年に発売されたPlayStation 2ソフト『3年B組金八先生 伝説の教壇に立て!』や2008年に発売されたWiiソフト『428 〜封鎖された渋谷で〜』でもプロデューサーを務めた。

### スパイク・チュンソフト時代
2012年4月1日付でチュンソフトは、同じドワンゴ傘下のスパイクを吸収合併してスパイク・チュンソフトとなり、中村は社長職を退いて会長に就任した。
2014年8月18日、株式会社ドワンゴの取締役に就任。2016年8月、任期満了により株式会社ドワンゴの取締役を退任。
2018年にドワンゴよりリリースされたスマートフォン向けRPG・位置情報ゲーム『テクテクテクテク』のプロデューサーを務めた。
2018年、株式会社バカー相談役に就任。2019年10月、株式会社バカー相談役を退任。
2020年、株式会社スパイク・チュンソフト取締役会長を退任。

## 作品
- ドアドア
  - ドアドアmkII
- ニュートロン
- ドラゴンクエスト：ディレクション、プログラム
  - ドラゴンクエストII 悪霊の神々：ディレクション、メインプログラム
  - ドラゴンクエストIII そして伝説へ…：ディレクション
  - ドラゴンクエストIV 導かれし者たち：ディレクション
  - ドラゴンクエストV 天空の花嫁：スーパーバイザー
- ファミコンジャンプII 最強の7人：ディレクション
- テトリス2+ボンブリス：ディレクション
- 弟切草：ディレクション・プロデュース
- トルネコの大冒険 不思議のダンジョン：プロデュース
  - トルネコの大冒険2 不思議のダンジョン：製作総指揮
  - トルネコの大冒険3 不思議のダンジョン：製作総指揮
- かまいたちの夜：プロデュース
  - かまいたちの夜2 監獄島のわらべ唄：製作総指揮
  - かまいたちの夜×3 三日月島事件の真相：プロデュース
- 風来のシレン：プロデュース
  - 不思議のダンジョン 風来のシレンGB 月影村の怪物：プロデュース
  - 不思議のダンジョン 風来のシレン2 鬼襲来!シレン城!：製作総指揮
  - 不思議のダンジョン 風来のシレンGB2 砂漠の魔城：製作総指揮
  - 不思議のダンジョン 風来のシレン外伝 女剣士アスカ見参!：監修
  - シレン・モンスターズ ネットサル：プロデュース
- チョコボの不思議なダンジョン：監修
  - チョコボの不思議なダンジョン2：監修
- 街 〜運命の交差点〜：プロデュース
- 3年B組金八先生 伝説の教壇に立て!：プロデュース
- ホームランド：プロデュース
- 忌火起草：エグゼクティブプロデュース
- 428 〜封鎖された渋谷で〜：プロデュース
- TRICK×LOGIC:エグゼクティブプロデュース
- テクテクテクテク ：プロデュース[12]